# Ben McKee
Benjamin Arthur "Ben" McKee (* 7. dubna 1985, Forestville, Kalifornie) je americký hudebník, baskytarista skupiny Imagine Dragons.

## Život
Ben McKee se narodil roku 1985 ve městě Forestville v Kalifornii. Již jako malý se učil hrát na akustickou kytaru a housle. Na střední škole Molino High School se začal věnovat hře na basovou kytaru a byl členem jazzového tria. Po absolvování střední školy nastoupil na Berklee College of Music, kde se seznámil s budoucími členy skupiny Imagine Dragons Danielem Waynem Sermonem a Danielem Platzmanem. Nakonec školu opustil s jedním nedokončeným semestrem a začal se plně věnovat hraní v kapele.
Skupina Imagine Dragons vydala v roce 2012 své první album Night Visions, které získalo mnoho ocenění. V roce 2015 vydali své druhé album s názvem Smoke + Mirrors.